# OPERA
L'experiment OPERA (acrònim del nom en anglès Oscillation Project with Emulsion-tRacking Apparatus) va ser un instrument que va ser dissenyat per comprovar de manera directa el fenomen d'oscil·lacions de neutrins. Aquest experiment utilitza el feix de neutrins mu produït per l'accelerador SPS al CERN (Ginebra), el qual està dirigit cap al laboratori subterrani LNGS (Gran Sasso), situat a una distància de 730 km del CERN. L'objectiu d'aquest experiment és detectar directament i per primera vegada l'aparició de neutrins tau a partir de neutrins mu, a causa de les oscil·lacions de neutrins. La seua construcció ha estat acabada en la primavera de 2008 i en l'actualitat, l'experiment està prenent dades. El dia 31 de maig de 2010, OPERA anuncià l'observació per primera vegada d'aparició de neutrins tau en un feix de neutrins mu. El 23 de setembre de 2011, OPERA anuncia la mesura del temps de vol dels neutrins, amb l'anòmal resultat de què els neutrins es desplacen a una velocitat major que la de la llum.

## Col·laboració OPERA
OPERA és una col·laboració internacional integrada per aproximadament 200 físics de 36 institucions de 13 països. Els països membres d'aquesta col·laboració són: Alemanya, Bèlgica, Bulgària, Corea del Sud, Croàcia, França, Israel, Itàlia, Japó, Rússia, Suïssa, Tunísia i Turquia.